# Tisissat
Tisissat (amharsky ጥስ እሳት) jsou vodopády na řece Modrý Nil v etiopském státě Amharsko. Nacházejí se 30 km jižně od města Bahir Dar. Název znamená v amharštině „kouřící voda“, používá se také označení Tis Abaj (kouřící Nil) nebo Vodopády Modrého Nilu (anglicky Blue Nile Falls).
Vodopády jsou široké až 400 metrů, výška jednotlivých kaskád se pohybuje mezi 37 a 45 metry. Byly druhými nejmohutnějšími vodopády v Africe po Viktoriiných vodopádech, ale výstavba vodních elektráren nad vodopády a využívání vody jezera Tana k zavlažování polí vedly ke značnému snížení průtoku, který kolísá v závislosti na dešťových srážkách. 
Vodopády jsou významnou turistickou atrakcí. Obzvlášť atraktivní je vyhlídka na ně z nejstaršího kamenného mostu v zemi, kterému se říká Portugalský most, protože jeho stavbu řídil roku 1626 portugalský jezuita Afonso Mendes.